# Maliarpha
Maliarpha é um gênero de mariposa pertencente à família Crambidae.